# 寺田賢二郎
寺田 賢二郎（てらだ けんじろう、1965年 - ） は、日本の計算科学者。東北大学災害科学国際研究所教授。元日本計算工学会会長。

## 人物・経歴
1990年名古屋大学工学部土木工学科卒業、清水建設株式会社入社。1996年ミシガン大学大学院工学研究科機械工学・応用力学科博士課程修了、Ph.D. (Applied Mechanics)、東京大学大学院工学系研究科船舶海洋工学専攻助手。1997年東北大学大学院情報科学研究科人間社会情報科学専攻講師。1999年東北大学大学院工学研究科土木工学専攻助教授。2007年東北大学大学院工学研究科土木工学専攻准教授。同年日本機械学会計算力学部門功績賞受賞、日本計算工学会論文賞受賞。2009年非線形CAE協会理事長。2012年東北大学災害科学国際研究所教授。2014年日本計算工学会川井メダル受賞。2016年から日本計算工学会会長を務め、世界計算力学会議 (WCCM 2022) の誘致を成功させた。2018年日本政府観光局MICEアンバサダー。